# Signalizace škůdce

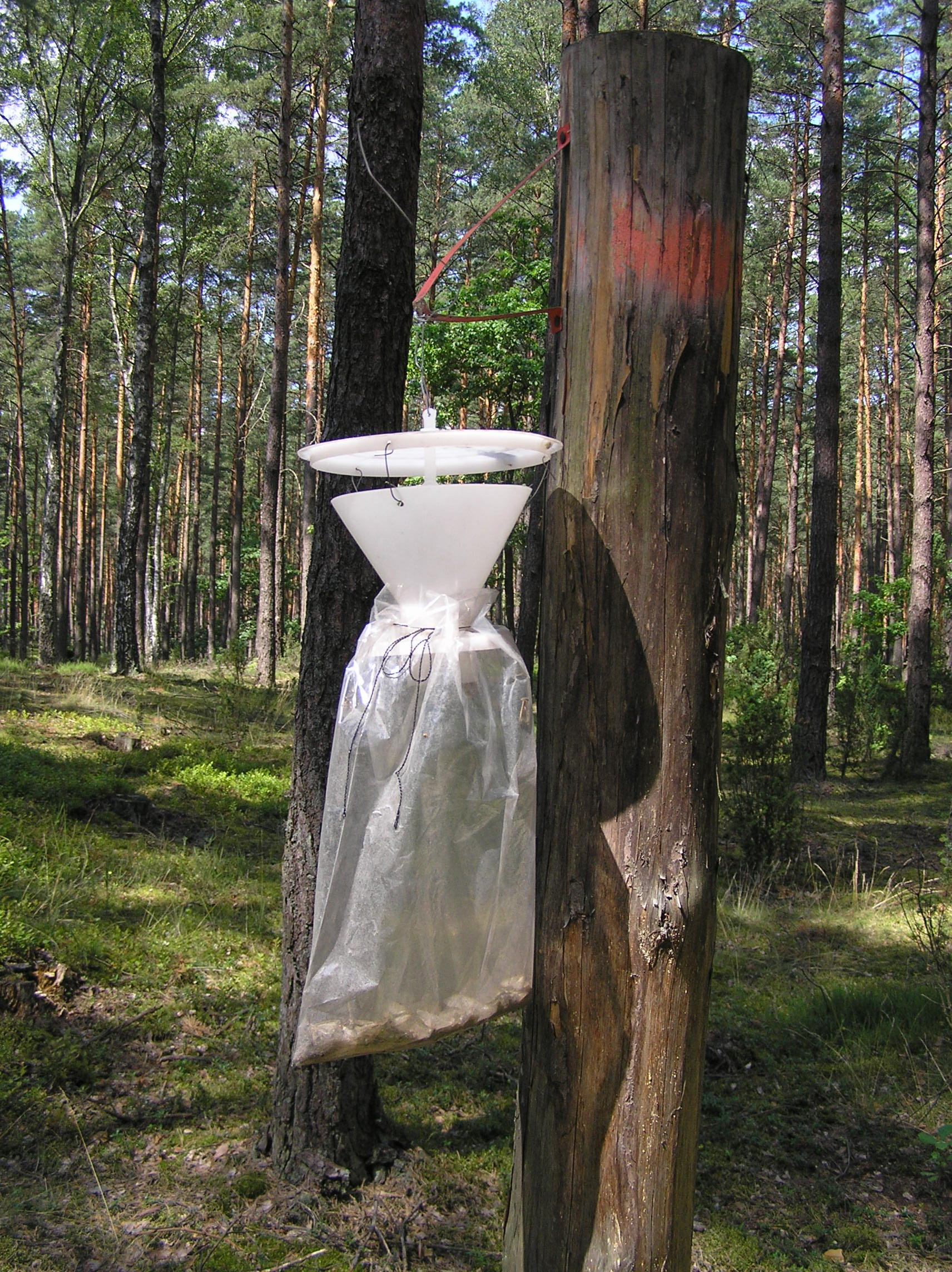
Feromonová lesní past na motýly

Signalizace škůdce „je zjištění škodlivého množství škůdce a oznámení tohoto stavu“. Je to metoda, která určuje nejvhodnější termín zahájení ochrany rostlin. Stav se zjišťuje pozorováním v přírodě, feromonovým lapákem, Mörického miskou či teploměrem.
Ve feromonových lapácích se nejčastěji jako vnadidlo používají sexuální feromony motýlů a můr. K záchytu více hmyzích druhů lze některé feromony kombinovat. K určení četnosti výskytu škůdce se spočítá množství odchycených samečků za den. Na jeden hektar je pak nutno umístit příslušné množství lapáků.
Vnadidlem v Mörického misce je intenzivní žlutá barva. 